# Krankenhaus der Barmherzigen Schwestern Linz

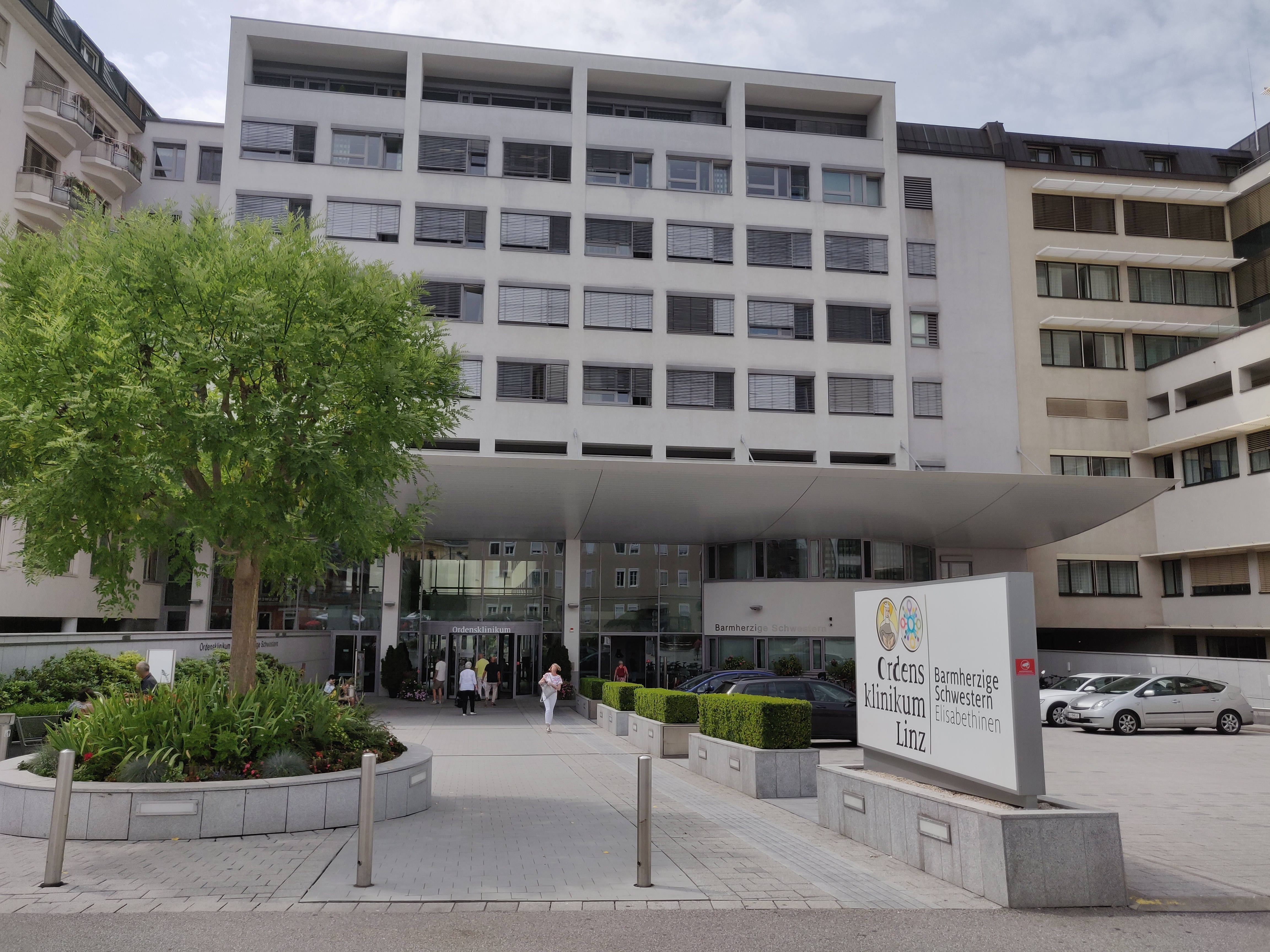
Haupteingang des Krankenhauses der Barmherzigen Schwestern (2019)

Koordinaten: 48° 17′ 57,9″ N, 14° 17′ 20,1″ O

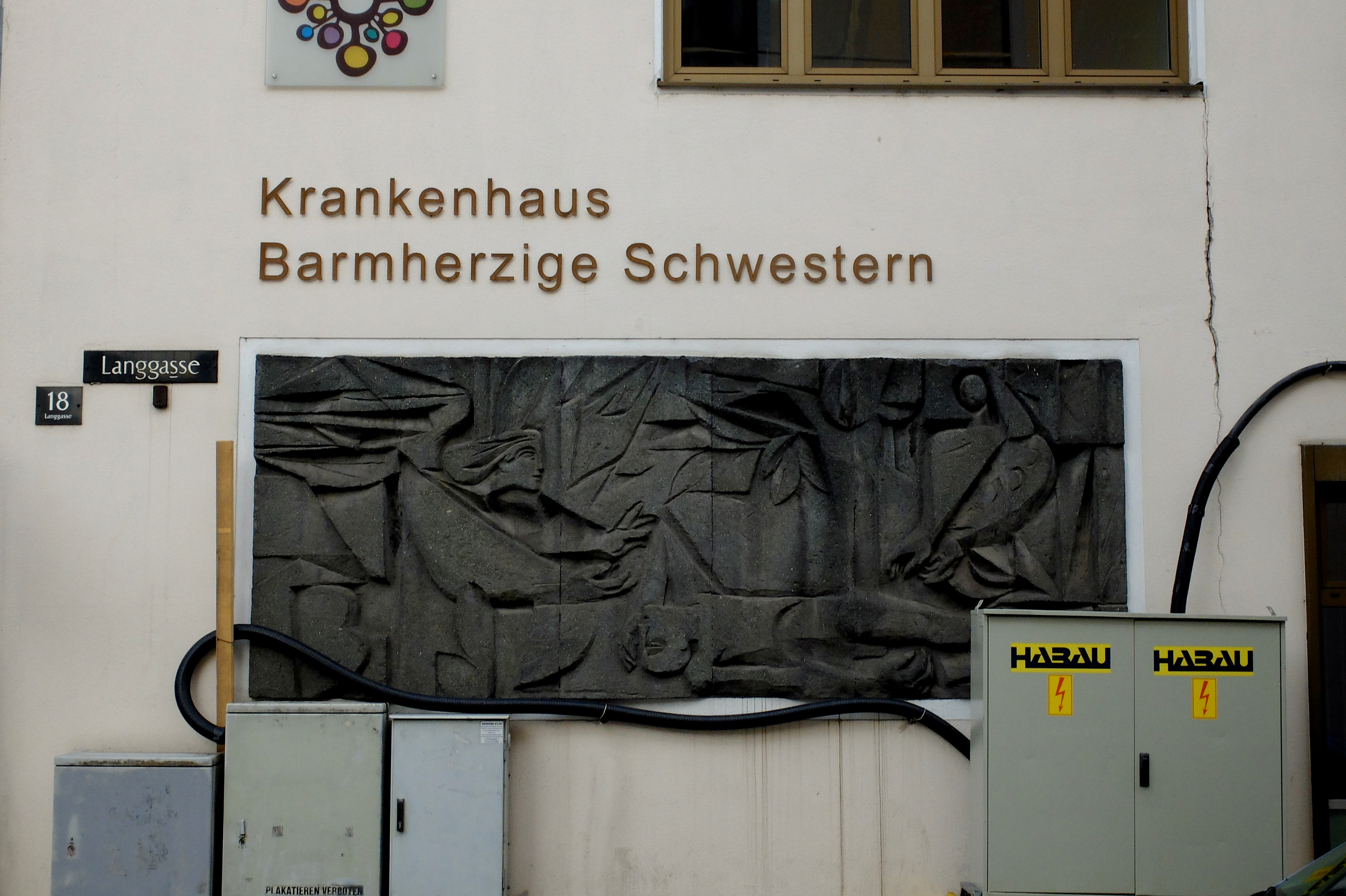
Relief an der Südseite der Klinik

Das Krankenhaus der Barmherzigen Schwestern Linz war ein Krankenhaus in Linz, das im Jahr 1841 von dem Orden der Barmherzigen Schwestern vom Heiligen Vinzenz von Paul – Gumpendorf gegründet und bis 2016 als eigenständiges Spital betrieben wurde. Seit der Fusion mit dem Linzer Krankenhaus der Elisabethinen am 1. Januar 2017 gehört es zum Ordensklinikum Linz.

## Abteilungen und Medizinische Schwerpunkte
Das Ordensklinikum Linz Barmherzige Schwestern der Barmherzigen Schwestern (vom Heiligen Vinzenz von Paul, Vinzentinen von Gumpendorf) hat drei medizinische Schwerpunkte: Onkologie, Orthopädie, Kinder- und Jugendheilkunde.
Insgesamt gibt es 13 Fachabteilungen und 6 Institute:

Abteilungen
- Allgemein- und Viszeralchirurgie
- Gynäkologie und Geburtshilfe
- HNO
- Interne 1, Internistische Onkologie, Hämatologie und Gastroenterologie
- Interne 2
- Orthopädie
- Kinder- und Jugendheilkunde
- Palliativstation
- Plastische, Ästhetische und Rekonstruktive Chirurgie
- Akutgeriatrie und Remobilisation
- Radio-Onkologie
- Kinderurologie
- Urologie

Institute
Nuklearmedizin, Anästhesie, Klinische Psychologie, Radiologie, Physikalische Medizin, Klinische Pathologie
Medizinische Zentren
Onkologie:
Bauchspeicheldrüsen Zentrum, Brust-Gesundheitszentrum, Darm-Gesundheitszentrum, Gynäkologisches Tumorzentrum, Kopf-Hals Tumorzentrum, Prostata-Zentrum
Weitere medizinische Zentren:
Hernien Referenzzentrum, Beckenboden-Zentrum, Endoskopie-Zentrum, Kinder-Zentrum, PET-CT Zentrum, Schilddrüsen-Zentrum, Endoprothetik-Zentrum

## Geschichte

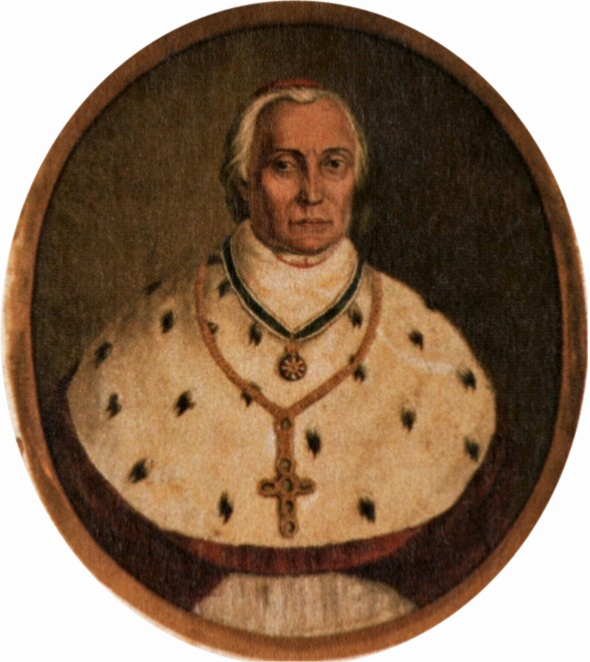
Bischof Zeigler legte den Grundstein des Hauses

Der Grundstein des Krankenhauses wurde am 25. Mai 1841 von Bischof Gregorius Ziegler gelegt. Das Haus war für 36 Betten ausgelegt, davon waren 18 für Frauen vorgesehen. Nach seinem Tode vermachte Bischof Ziegler dem Krankenhaus eine beträchtliche Summe. Die ersten Barmherzigen Schwestern trafen im Oktober in Linz ein. Unter Führung der Oberin Cäcilia, gebürtig aus der adeligen Familie Gilleis, waren die fünf Schwestern zunächst im Bischofssitz einquartiert. Aufgrund von Geldmittelknappheit wurde das Krankenhaus zunächst mit zwölf Betten provisorisch eröffnet. Noch vor der offiziellen Einweihung am 30. Mai 1842 erhöhte sich die Anzahl aber schon auf die geplanten 36 Betten. Im Juni konnten bereits 40 Patienten aufgenommen werden – insgesamt wurden im Jahr 1842 332 Patienten versorgt. In den nächsten sechs Jahren stieg die Patientenanzahl stetig bis auf 786 jährliche Aufnahmen. Auch die Anzahl der Barmherzigen Schwestern hatte sich vergrößert – im Jahr nach der Einweihung waren bereits 12 Schwestern im Krankenhaus tätig. Im Jahr 1848 war die Zahl auf 17 gestiegen. In der Zeit von 1844 bis 1852 war der Theologe Augustin Rechberger am Klinikum aktiv, er war von 1847 bis 1852 dessen Direktor.
Ab 1842 war der böhmische Homöopath und Ordinarius Simon Reiß in leitender Position als Primarius am Krankenhaus tätig. Er war zudem Redakteur der von Wilhelm Fleischmann im Jahr 1844 gegründeten Österreichischen Zeitschrift für Homöopathie. Mit ihm begann die damals fortschrittliche Herangehensweise an die Heilkunst die Arbeit der Barmherzigen Schwestern zu prägen. Das Krankenhaus erreichte landesweite Bekanntheit und galt fast so sehr als „Labor der Homöopathie“, wie das Spital des Ordens in Gumpendorf, an dem Fleischmann selbst tätig war, auf dessen Anregung hin Reiß seine Stellung in Linz erhalten hatte. Für die nächsten sechzig Jahre gehörte das Linzer Krankenhaus der Barmherzigen Schwestern nun zu den geachtetsten homöopathischen Kliniken im deutschsprachigen Raum. In einem im Jahr 1856 herausgegebenen homöopathischen Führer wurde das Krankenhaus entsprechend erwähnt. Die Einrichtung einer chirurgischen Abteilung im Jahr 1901 durch den neuen Direktor Kern und den Chirurgen Karl Urban wandelte die Ausrichtung des Krankenhauses sich auf Kosten der Homöopathie hin zu Chirurgie. Im Jahr 1901 wurden insgesamt 90 chirurgische Operationen vorgenommen.
Im Verlauf des Ersten Weltkrieges übernahm Urban die Leitung des Krankenhauses. Der Bettenbestand wurde auf 300 Betten aufgestockt und das Haus wurde in die Versorgung und Rehabilitation der Verwundeten eingebunden. Auch die chirurgische Abteilung machte in dieser Zeit erhebliche Entwicklungen durch, so stieg die Anzahl der Operationen an, was auch nach dem Ende des Krieges beibehalten wurde. Mitte der 20er Jahre wurden jährlich an die 3000 Operationen durchgeführt. Im Frühjahr 1926 wurde ein Neubau der Operationssäle begonnen, der aufgrund der veränderten Anforderungen und Schwerpunktsetzungen notwendig geworden war. Zudem wurde die Küche des Hauses ausgebaut. Der medizinische Trakt konnte im Juni 1927 eröffnet werden. Aufgrund der vielen Streiks, die infolge der prekären sozialen Verwerfungen in dieser Zeit an der Tagesordnung waren, hatte sich der Bau stark verzögert. Im Zuge des Neubaus verfügte das Haus nun über 400 Betten. Im folgenden Jahr kam eine Schwesternschule hinzu, in der neue Pflegerinnen ausgebildet wurden, was die Ausbildung weltlicher Angestellter der Ausbildung der Ordensschwestern gleichstellte. Karl Urban trat im Jahr 1938 als Chefchirurg zurück und Raimund Wimmer, bisher Leiter der Nervenabteilung und überzeugter Nationalsozialist, trat an seine Stelle.
Im Zuge der Machtübernahme der Nationalsozialisten wurde mit Wimmer nicht nur ein dem Regime genehmer Krankenhausleiter installiert, zudem wurden die Schwestern selbst dem Roten Kreuz unterstellt und die traditionelle Armenspeisung wurde verboten. Ab Kriegsbeginn wurde ein Trakt als „Reservelazarett“ eingerichtet. In der Folge wurden viele Räumlichkeiten neu organisiert:
- die bisherige Kinderstation wurde verkleinert
- eine neue Frauenstation wurde im Dachgeschoß eröffnet
- 1941 wurde ein Labor eingerichtet
- im Jahr 1942 wurde der Spitalstrakt aufgestockt

Bei Einsetzen der Bombardierung der Stadt Linz wurden ab dem 1. Juli 1944 Patienten und die gesamte interne Abteilung nach Bad Hall verlegt. Später wurden Luftschutzräume im Tiefparterre des Hauses angelegt. Im April 1945 fand in den regulären oberirdischen Räumlichkeiten keine Patientenversorgung mehr statt. Operiert wurde in einem behelfsmäßigen OP-Saal im geschützten Tiefparterre.
Nach Kriegsende engagierten sich die Barmherzigen Schwestern in der Versorgung von Gefangenen aus dem Konzentrationslager Mauthausen. Im Dezember 1948 konnte die Krankenpflegeschule wieder eröffnet werden. Zudem wurde ein Wohngebäude für die Schülerinnen errichtet. Im Jahr 1954 begründeten die oberösterreichischen katholischen Krankenanstalten eine Interessengemeinschaft, an der sich das Krankenhaus der Barmherzigen Schwestern beteiligte. Zwischen 1963 und 1966 wurden umfassende bauliche Maßnahmen eingeleitet, die Bettenanzahl wurde auf 550 Betten erhöht und auch die Quartiere der Schwestern wurden ausgebaut – nun erhielt jede Schwester ein Einzelzimmer. Inzwischen ging der Anteil der konfessionellen Pflegekräfte stetig zurück. Im Jahr 1979 waren 795 Personen im Krankenhaus der Barmherzigen Schwestern in der Pflege tätig, davon waren 137 Schwestern. Im Jahr 1997 wurde die Pflegeschule in „Schule für allgemeine Gesundheits- und Krankenpflege“ umbenannt. Es wurde ein Bachelorstudiengang eingerichtet und die Kooperation mit der Fachhochschule Campus Wien begründet. Bis 2016 erlangten insgesamt 2500 Pflegefachkräfte an der Einrichtung ihr Diplom.
Im April 2016 wurde bekanntgegeben, dass sich das Krankenhaus der Barmherzigen Schwestern mit dem Krankenhaus der Elisabethinen Linz zum Ordensklinikum Linz zusammenschließen wird. Die Zusammenlegung erfolgte am 1. Januar 2017.  Im Dezember 2019 wurde das Krankenhaus mit dem Klimaschutzpreis des Ministeriums für Nachhaltigkeit und Tourismus ausgezeichnet. Die Ehrung bezog sich auf die neue Klimaanlage des Hauses, deren neue Regelung jährlich 270.000 Kilowattstunden Strom einspart.